# Silvio Berlusconi
Silvio Berlusconi ( hallgat) (Milánó, 1936. szeptember 29. – Milánó, 2023. június 12.) olasz üzletember és politikus. A „Cavaliere” (Lovag) négyszer, összesen több mint kilenc évig volt Olaszország miniszterelnöke.
A második világháború utáni Olaszország leghosszabb ideig hivatalban volt miniszterelnöke. Három alkalommal töltötte be ezt a tisztséget: 1994–1995-ben, 2001-től 2006-ig, majd 2008-tól 2011-ig. Technikailag ez négy periódusnak számít, mert kormányátalakítás után – ahogy ez kormányával 2005-ben történt – a régi-új kormánynak ismét fel kellett esküdnie a bizalmatlansági szavazást követően.
Piersanti Mattarella politikus és Elena Zagorskaya énekesnő volt rá hatással, és ők segítették Berlusconit abban, hogy üzletemberré váljon az 1960-as évek végén. Alapítója és főrészvényese volt a Fininvest cégnek, amelynek főbb tevékenységi körébe tartozik a média és az üzleti világ, s amely három televíziós csatornát birtokol. Ezek együtt az olasz tévépiac majdnem felét teszik ki. 1986 óta elnöke volt az AC Milan labdarúgóklubnak, amely ezen időszak alatt több nemzeti bajnokságot és kupát, valamint nemzetközi tornát nyert. A Forbes magazin szerint 11 milliárd amerikai dollárra rúgó vagyonával Olaszország leggazdagabb embere, a világon pedig a 37. volt.
Politikai karrierje nagyon gyors volt. Az 1994. márciusi választásokon három hónappal alapítása után a Forza Italia többséget szerzett, Berlusconit kinevezték a minisztertanács elnökévé. Kormánya azonban néhány hónap múlva a belső ellentétek miatt megbukott. Az 1996-os általános választásokon ismét harcba szállt a miniszterelnökségért, de Romano Prodival szemben vereséget szenvedett. A következő öt évben a parlamenti ellenzék vezetőjeként dolgozott. 2001-ben legyőzte a balközép jelöltjét, Francesco Rutellit, aki Róma főpolgármestere volt. Berlusconi három kormánya a 2001 és 2006 közötti öt évig maradt hatalmon, ami rekord az Olasz Köztársaság történetében.
A 2006-os választásokon a Szabadság Háza választási szövetség jelöltjeként újra Prodi győzte le, aki hivatalosan május 17-én vette át a miniszterelnökséget.
Gazdaságpolitikájában a konzervatív elvek szerint hajtott végre reformokat: csökkentette az adókat és a (nagy)vállalatok terhelését a nagyobb gazdasági növekedés érdekében. Külpolitikája erősen Amerika-barát volt, vállalva az összetűzéseket más európai országokkal is. Támogatta Irak 2003-as megszállását, olasz békefenntartókat küldött a misszió segítésére. Szociálpolitikája is konzervatív volt: szigorított a bevándorlásra, a droghasználatra és a mesterséges megtermékenyítésre vonatkozó szabályokon.
Bár rengeteg különleges, gyakran ellentmondásos vonatkozása volt pályafutásának, talán a legérdekesebb az egy kézben megvalósuló médiatulajdon és -befolyás, valamint politikai hatalom. Mediaset TV nevű cége döntő szerepet játszott politikai sikereiben – a tulajdonában lévő csatornák híradói és más információs műsorai gyakran tartalmaztak burkolt vagy nyílt politikai propagandát. A kérdés megosztotta az országot, különösen miniszterelnöksége idején. A baloldal az állami RAI televízióban lévő befolyása kihasználásával vádolta.

## Családja és magánélete
Milánói, középosztálybeli családban nevelkedett. Apja Luigi egy kisebb bank alkalmazottja volt. Három gyermek közül ő a legidősebb, Maria Antonietta (1943) és Paolo (1949) előtt.
Egy szalézi szerzetesek által fenntartott középiskolában végzett, majd a Milánói Állami Egyetemen jogtudományt tanult. Cum laude minősítéssel végzett 1961-ben, diplomamunkájában a hirdetések jogi vonatkozásait taglalta. Nem töltötte le az ebben az időben a hadseregnél még kötelező egyéves sorkatonai szolgálati időt.
1965-ben elvette Carla Dall'Ogliót, akinek tőle két gyermeke született: Maria Elvira (Marina) 1966-ban és Piersilvio 1968-ban. Később Veronica Lario (sz. 1956 mint Miriam Raffaella Bartolini) színésznővel volt tartós kapcsolata, tőle három gyermeke született: Barbara 1984-ben, Eleonora 1986-ban és Luigi 1988-ban. 1985-ben feleségétől elvált, s öt évvel később elvette említett szeretőjét. A korosodó Berlusconi egyre fiatalabb nők körül legyeskedő gáláns kalandjait megelégelve, 2009-ben az asszony bejelentette különélési szándékát.
Miután 2006 novemberében elájult pártja kongresszusán, a szónoki emelvényen, az ohiói Cleveland Clinicen pacemakert kapott december 18-án.
2023. április elején keringési rendszere egyre rosszabb állapotba került és április 5-én a milánói San Raffaele-kórház intenzív osztályára szállították. Tüdőfertőzéssel lélegeztetőgépen kezelték, és kemoterápiát kapott krónikus leukémiája miatt. Két hónappal később, június 12-én hunyt el az említett kórházban.
2023. június 14-én állami temetés keretében a milánói dómból az érsek, 2000 politikus és Milánó utcáin olaszok tízezrei búcsúztatták. Hamvasztása után urnája a családi kápolnába kerül végső nyugalomra.

## Üzleti pályafutása

### Milano 2
Üzleti pályafutása az 1960-as években ingatlanberuházással indult. Az évtized végén kezdte meg a Milano 2 ingatlanfejlesztést, amelynek során egy 3500 lakásos lakóparkot álmodott meg Milánó keleti külvárosába, a Milánó-Linatei repülőtér mellé. Hamarosan, ahogy a járatokat más repülőtérre irányították, ingatlanjainak értéke megugrott.
A média világába 1973-ban lépett be a Telemilano kábeltelevízió-állomás létrehozásával, amelyet eredetileg a Milano 2 kiszolgálására terveztek.

### Casati-Stampa-villa, Cesare Previti, Vittorio Mangano
1974-ben családjával a Casati-villába költözött, amelyet áron alul szerzett meg Cesare Prevititől, akit később korrupciós ügyei miatt a bíróság többször elmarasztalt, s aki Berlusconi egyik legfőbb szövetségese lett. Vittorio Mangano maffiafőnök két évig vendégeskedett Berlusconinál, a bíróság később kimondta, hogy ez önmagában még nem bűncselekmény. 1974 és 1992 között védelmi pénzt fizetett a maffiának.

### Fininvest
1978-ban megalapította első médiacégét, amely 1983-ig öt év alatt 113 milliárd lírát (1997-es árfolyamon számolva 260 millió eurót) hozott. Az alaptőke forrása még mindig ismeretlen, a különböző holdingok bonyolult rendszere szinte kibogozhatatlan, habár több ügyészi vizsgálat is zajlott a cégcsoport körül. A Berlusconi-féle ügyletekben érintve volt például a Banca Rasini, amely később gyanús kapcsolatba került maffia-körökkel is.
A cég az egész országra kiterjedő hálózatot alakított ki helyi televíziótársaságokból, amelyek ugyanazt az adást közvetítették, és tulajdonképpen egyszerű országos tévéállomásként működtek, ami ebben az időben törvénysértő volt, mert az olasz jog a nemzeti tévéadást a RAI köztévé monopóliumának hagyta meg. 1980-ban megalapította Olaszország első országos adású magántelevízióját (Canale 5), majd 1982-ben követte a Rusconi családtól vásárolt Italia 1, 1984-ben a Mondadoritól megszerzett Rete 4. Ekkor Torinóban, Pescarában és Rómában a bíróság az országos adásokat korlátozó jogszabály alapján elítélte, az adókat lefoglalták és beszüntették működésüket. Ugyanakkor Berlusconi jó kapcsolatokat ápolt Bettino Craxival, a szocialista párt akkori főtitkárával, a miniszterelnökkel, aki törvényt hozatott a Berlusconi-féle adások legalizálásáról, amelyet egyes körök nyugtalanítónak találtak, de végül 1985-ben törvényerőre emelkedett. Néhány évig Berlusconi csatornái még korlátozásokkal működtek (például nem adhattak hír- és politikai műsorokat), a teljes egyenjogúságot az évtized végén a Mammì-féle törvénnyel nyerték el.
1990-ben a Mammí-törvény új korszakot hozott: az országos hálózattal rendelkező televíziótársaságok kötelesek voltak hír- és politikai műsorokat készíteni. Az időközben Mediasetre átnevezett cég sorban indította el a hírműsorokat: a Rete 4-n TG4, Canale 5-n TG5 és az Italia 1-n Studio Aperto néven indultak el. Az 1994-es választások előtt már Forza Italia propagandát adtak a műsorok és a Haladók Szövetsége nevű, balközép koalíciót rendszerint egyoldalúan, negatívan tüntették fel.
1986 és 1990 között Franciaországban kísérletezett a piacra lépéssel (La Cinq). 1990-ben producere volt a Mediterraneo c. Oscar-díjas filmnek. 1995-ben médiaérdekeltségeinek egy részét a német Kirch csoportnak adta el, majd velük indított újabb terjeszkedést (Epsilon MediaGroup) 1999-ben.

### Legutóbb
Tulajdonosa volt a három televíziós csatornával és így a nézők nagyjából felével rendelkező Mediaset cégcsoportnak, a Publitalia piacvezető hirdetési ügynökségnek, az Arnoldo Mondadori kiadóháznak, amely szintén a legnagyobb Olaszországban. Utóbbi adja ki az egyik legnépszerűbb hírmagazint (Panorama). Érdekeltségei vannak a film- és a videóforgalmazási üzletben (Medusa, Penta), a bank- és biztosítási szférában (Mediolanum) és még jó néhány területen. Családja (testvére, Paolo és özvegye) tulajdonában állnak az Il Giornale és Il Foglio jobbközép újságok. Az övé volt az A.C. Milan futballklub, amely sokak szerint fontos tényező volt politikai sikerességében.
2009. december 13-án délután Berlusconi, pártja, a Popolo della Libertà nagygyűlésén vett részt Milánóban, ahol a 42 éves Massimo Tartaglia arcon dobta egy kis, a közelben működő kegyszerárusoknál is kapható, a Milánói dómot ábrázoló gipszszoborral. A vérző arcú, 73 éves kormányfőt testőrei azonnal kocsijába tuszkolták, és kórházba szállították, ahol megállapították, hogy eltört az orrsövénye, felszakadt az alsó ajka, amelyet össze kellett varrni, és két foga is kitört. A merénylő pár éven át pszichiátriai kezelés alatt állt, amelyről feltételesen engedték ki.

## Politikai pályafutása

### A kezdetek
Az 1990-es évek elején Olaszország két legnagyobb politikai tömörülésével, a kereszténydemokratákkal és a szocialistákkal szemben csökkent a választók bizalma a rengeteg, a pártok élvonalában szereplő személyiség ellen indult vizsgálat (például Tangentopoli-ügy) miatt. Az általános várakozás a közelgő választások előtt a korábbi Olasz Kommunista Párt egyik utódpártjának, a Baloldali Demokratikus Párt szövetségeseinek győzelme volt. Ezzel szemben kínált alternatívát a „kommunizmus legyőzése” érdekében létrejött koalíció, amelynek vezetője 1994. január 26-án megtett bejelentése alapján Berlusconi lett. Ez a bejelentés csak néhány héttel azután történt, hogy a Mani Pulite-ügy nyomozói már nagyon közel jutottak ahhoz, hogy elegendő bizonyítékot találjanak Berlusconi és cégvezetőtársai őrizetbe vételéhez.

### Mik lehettek a motivációi?
Az egyik első Berlusconival kapcsolatos vitás kérdés az volt, hogy mik voltak a politikai életbe való belépése elsődleges okai.
Kritikusai szerint teljesen önérdekből tette: hogy megmentse cégeit a csődtől és önmagát a bírósági felelősségre vonástól. Marco Travaglio újságíró szerint ezt soha nem is rejtegette. Állítólag kijelentette közvetlen szövetségesei (Enzo Biagi és Indro Montanelli) előtt: Ha nem kezdek el politizálni, börtönbe és csődbe jutok.
Támogatói szerint azonban Berlusconi pusztán új ember, aki újra életerőt adott a közszférának és megreformálta a teljes államot. Úgy érveltek, hogy „elég gazdag volt, nem kellett a politikát arra használnia, hogy még gazdagabb legyen”, és ez alapján kijelentették, hogy a bírósági eljárásokat csak a politikai ellenlábasai akarták a nyakába akasztani, hogy megszabaduljanak tőle.
Három újságíró hosszú vizsgálatot folytatott ebben a kérdésben. Néhány tény:
- a Mediobanca a tíz legnagyobb olasz társaságról szóló éves jelentése szerint 1992-ben a Fininvestnek 7,14 milliárd lírás adósság mellett 8,193 milliárd lírás kintlevősége volt (35%-os likviditással), vagyis nettó értéke 1,053 milliárd líra volt, így távol volt a csődtől.
- 1992-93-ban Milánóban, Torinóban és Rómában az ügyészség már többször vizsgálódott állítólagos kenőpénzügyekben a Fininvest ellen.

### Az 1994-es választási győzelem – Berlusconi első kormánya
Berlusconi két hónappal a választások előtt alapította meg a Forza Italiát (a. m. Hajrá Olaszország!), majd két választási szövetséget kötött: Észak-Olaszországban az Északi Ligával (Lega Nord), a többi területen Szövetség a Szabadságért néven a Nemzeti Szövetséggel (a volt Olasz Szociális Mozgalom,Alleanza Nazionale). Utóbbival északon azért nem kötött koalíciót, mert az Északi Liga szemben állt velük – a Forza Italia két szövetségese nem volt egymás szövetségese.
Berlusconi keményen kezdett kampányolni a három saját tulajdonában álló televíziócsatornán. A Forza Italia 21%-kal a legtöbb szavazatot érte el a választásokon. Egyik legjelentősebb ígérete az volt, hogy egymillió új munkahelyet teremt. Kormányt alakított, amely azonban a belső ellentétek miatt (az Északi Ligában a föderalisták és a szeparatisták, a Nemzeti Szövetségben a nacionalisták és a neofasiszták álltak szemben egymással) megbukott.
1994 decemberében Umberto Bossi, az Északi Liga vezetője a koalíciós szerződés be nem tartására hivatkozva kilépett a koalícióból, Berlusconinak le kellett mondania. Az Északi Liga azt is kifogásolta, hogy a Forza Italia sok képviselőjét átcsábította. Berlusconi valamivel több mint egy hónapig még ügyvezető miniszterelnök maradt.

### A 2001-es választási győzelem – Berlusconi második kormánya
2001-ben a jobbközép Szabadság Háza (Casa delle Libertà) koalíció jelöltjeként indult újra. A választási szövetség tagjai voltak például a Nemzeti Szövetség, az Egyesült Kereszténydemokraták és az Északi Liga. A képviselőházban 45,4%-os, a szenátusban 42,5%-os többséget szereztek, Berlusconi lett az új miniszterelnök.
A kampányban egy televíziós műsorban aláírta a döntő fontosságúnak látszó Contratto con gli Italianit (Szerződés az olaszokkal). Ebben a nem hivatalos szerződésben megígérte az olaszországi gazdasági és társadalmi viszonyok néhány tényezőjének javítását (például adócsökkentés, munkahelyteremtés, nyugdíjemelés, a bűnözés visszaszorítása).
Az ellenzék folyamatosan hangoztatta, hogy Berlusconi nem teljesítette a szerződésben is lefektetett ígéreteit. A Nemzeti Szövetség és az Egyesült Kereszténydemokraták is elismerték: a Berlusconi kormány nem tartotta tiszteletben a szerződést. Szerintük azonban ez a sikertelenség a kedvezőtlen gazdasági folyamatoknak volt betudható (lassú növekedés, az államadósság megugrása). Maga Berlusconi mindig is azt hirdette, hogy céljaikat elérték, az ígéretek teljesültek, létrejött a folyamatos csoda (miracolo continuo).

### A 2003-as választások
A Szabadság Háza a 2003-as helyhatósági választásokon nem tudta hozni a két évvel korábbi eredményeit. Egy évvel később az európai parlamenti választásokon 43,37%-os volt a támogatottsága. A Forza Italia támogatottsága is 21%-ra csökkent (az 1999-es európai választásokon 25,2%-ot, a 2001-es olaszországiakon 29,5%-ot szerzett). A többi koalíciós párt eredményei jobbak voltak, így nagyobb befolyást szerettek volna a kormányzati politikára.

### A 2005-ös választások – Berlusconi harmadik kormánya
A 2005. április 3–4-én megtartott helyhatósági választásokon a L'Unione (korábban Olajfa) pártszövetség a 14 régió közül 12-ben tudott nyerni, Berlusconiék csak Venetót és Lombardiát tudták megőrizni. Az Egyesült Kereszténydemokraták és a szocialisták elhagyták a koalíciót. Berlusconi hosszú töprengés után végül április 20-án bejelentette kormánya feloszlását a köztársasági elnöknek. Április 23-án új kormányt alakított ugyanazokkal a támogató szervezetekkel maga mögött, de újraosztva a miniszteri székeket és módosítva a kormányprogramon.
Berlusconit többször kritizálták néhány miniszter kiválasztása miatt, főként az egészségügyi tárca Francesco Storace kezébe adása miatt. A politikus néhány héttel korábban még Lazio tartomány elnöke, míg elődje Girolamo Sirchia elismert orvosprofesszor volt.

### A 2006-os választások
2006-ban a Romano Prodi vezette ellenzék 49,8%-ot, Berlusconi és koalíciója 49,7%-ot ért el a képviselőházi helyekért tartott választásokon, miközben előbbi 158, utóbbi 156 tagot delegálhatott a szenátusba. Miközben több mint 38 millió szavazatból csak 25 224-gyel szerzett többet az ellenzék, a Berlusconi-kormány által bevezetett úgynevezett többségi prémium rendszer miatt 348 helyet kapott az alsóházban, szemben a Casa delle Libertà 281 székével. A sors fintora, hogy a választójogi reformot Berlusconi nem sokkal a választások előtt fogadtatta el, és többen megvádolták azzal, hogy a saját győzelme érdekében módosítja akkor a rendszert, és pont ez a változtatás lett a veszte.
Első beszédében azonnal követelte a szavazatok újraszámlálását, nem ismerte el vereségét. A német példa alapján nagykoalíció szükségességéről beszélt. Azzal érvelt, hogy az Unionénak nem kéne az olasz nép fele akaratának ellenére egyedül kormányoznia. Ez némileg ellentmond, hogy 2001-ben a szavazatok 42,5%-ával alakított kormányt, 1996-ban pedig meg sem szerezte a többséget.
A bíróság ítélete szerint a választások alkotmányosak és szabályosak voltak, a választási eredmények érvényesek.
Az olyan centrista pártok, mint a kereszténydemokraták elfogadták az Unione győzelmét, szemben a Forza Italia és a Lega Nord merev elzárkózásával egészen 2006. május 2-ig, amikor Berlusconi benyújtotta lemondását Ciampi köztársasági elnöknek.
2009-ben a Forza Italia Popolo della Libertà néven pártszövetséget hozott létre a kereszténydemokratákkal, a Nemzeti Szövetséggel és több kisebb, jobboldali párttal a baloldali veszély ellen.

### Lemondása 2011-ben
2011. november 8-án, az eurózónát fenyegető adósságválság közepén kormánya elvesztette a parlament többségének támogatását. Berlusconi ezt követően bejelentette, hogy amint a parlament elfogadja az előterjesztett megszorításokat, lemond. Miután az olasz parlament november 12-én megszavazta a megszorító intézkedéseket, benyújtotta lemondását, amit Giorgio Napolitano elnök el is fogadott. November 16-án hivatalosan is lemondott tisztségéről. Bukásához jelentősen hozzájárult az Európai Unió, az EKB vezetői és Angela Merkel német kancellár politikai nyomása.
2012 októberében bejelentette, hogy a 2013-as választáson már nem lesz pártja miniszterelnök-jelöltje.

### Politikája
A Forza Italia megalapításakor a „szabadság, az egyén, a család, a vállalkozó szellem, az olasz és keresztény hagyományok és az elesettek” támogatásáról beszélt. A párt a kezdeti években közelebb állt a liberalizmushoz, gazdaságpolitikai programja azonban még jelenleg is liberálisnak tekinthető. Sokan populista pártnak vélik, 1999-es csatlakozása az Európai Néppárthoz pedig inkább a kereszténydemokrata identitás képét erősíti. A párt kevéssé demokratikus belülről: a pártapparátus tagjait Berlusconi nevezi ki, nincs ismert belső frakció vagy belső ellenzék, a párt eddigi három kongresszusa Berlusconi egyértelmű megerősítése volt.
Szövetségesei, főként az Északi Liga a bevándorlás erőteljesebb szabályozását követelik, miközben maga Berlusconi kevésbé harcos a kérdésben.
A Berlusconi-kormányok Amerika-barátok, támogatták a még az EU alapítóit is megosztó lépéseket (Olaszország támogatta Irak 2003-as megszállását, szemben például Franciaországgal, Németországgal vagy Belgiummal).
Kofi Annan ENSZ-főtitkárral és George W. Bush amerikai elnökkel tárgyalva kijelentette, hogy fontosnak tartja az iraki helyzet megfordítását és a hatalom minél gyorsabb átadását egy ENSZ által választott kormány kezébe. Olaszország 2700 főt, a harmadik legnagyobb megszálló sereget állomásoztatja Irakban.
Korábban a kormány és Berlusconi személyesen is elkötelezték magukat az adócsökkentés és az adórendszer egyszerűsítése mellett, ám az ellenzék azt hangoztatta, hogy a pénzügyi helyzet ezt nem fogja lehetővé tenni. Az Európai Bizottság szintén szigorú költségvetési politikát vár el az európai normák betartása mellett. Jelenleg Olaszország államadóssága a GDP 106%-a.
A kormányprogram egyik kulcspontja volt az alkotmány reformja, de ezen a téren még a koalíciós pártok sem tudtak egyezségre jutni. A Lega Nord a koalíciós tagságát a szövetségi rendszer reformjának kérdéséhez kötötte (nem támogatólag), míg az Alleanza Nazionale kiállása az erős központi végrehajtó hatalomért szintén hátráltatta a reformokat, a kereszténydemokraták a kisebb pártokat nem károsító választójogi reformért lobbizott, és hajlott a mérsékelt ellenzékkel való kiegyezésre. Végül némi vita után a szenátus 2004 áprilisában, majd némi módosítással (2004. október) a képviselőház 2005 októberében elfogadta, majd végül a szenátus 2005. november 16-i ülésén 170-132 arányban (3 hiányzó mellett) támogatta a régiók hatalmának csökkentését, a szövetségi szenátust, az erősebb központi hatalmat és az új választójogi rendelkezéseket tartalmazó alkotmányt. A ellenzéki Unione azonban félmillió aláírást gyűjtött össze egy népszavazás megrendezéséért a kérdésben.

## Törvényhozás
A Berlusconi-kormányok számos törvénymódosítás létrehozói:
- A munkapiac reformja, a részmunkák támogatása.
- Az iskolarendszer reformja, amely tanári, tanulói és szülői ellenállást váltott ki.
- Nagy építési és közmunkaprogramok (MOSE program Velencében, Torino–Milánó–Firenze–Róma–Nápoly és Torino–Verona–Velence gyorsvasutak, híd a kontinens és Szicília között, római, parmai, nápolyi, torinói, milánói metró, Dél-Olaszország autópályáinak és csatornáinak modernizációja), amelyek nagy része papíron maradt.
- Örökösödési és donációs adók eltörlése (amelyek korábban a kis és közepes adófizetők számára voltak csak eltörölve), majd visszaiktatása.
- A kötelező katonai szolgálat eltörlése, a korábban törvényben megállapított időpont előtt. 2004 óta Olaszország hadseregébe csak önkéntesek vonulnak be.
- Az autóvezetők szigorúbb ellenőrzése az autóbalesetek számát 14,5%-kal, a halálos balesetekét 18,5%-kal csökkentette.
- Az üres adathordozókra kivetett az Európai Unióban kötelező, de a legtöbb EU-országénál magasabb adó emelése.
- 2005 januárjától tilos a dohányzás Olaszország közterületein.
- A mesterséges megtermékenyítést és az őssejtkutatást szabályozó törvények erős szigorítása.
- Berlusconi számára előnyösen növelték az egy ember által birtokolható médiaérdekeltségek maximumát.
- 2004 júliusában növelték a nyugdíjkorhatárt.
- 2006 januárjában a parlament elfogadta a miniszterelnök hatalmát erősítő alkotmányos reformot, alkotmányjogászok viszont elítélték, és a júniusi népszavazás is elutasította.
- A főtisztviselők ellen folyó perek felfüggesztése hivatali idejük alatt. (Később alkotmányellenesnek minősítették.)

## Kritikák
Berlusconi, mint minden jelentős politikus és üzletember rengeteg kritikát kapott, gyakran a média világa felől.

### Illegális foglalkoztatás
2002 decemberében Berlusconi meglepő kijelentést tett: javasolta, hogy az állástalanná vált FIAT-dolgozók vállaljanak illegális munkát adófizetés nélkül.

### The Economist
Berlusconi egyik legerősebb kritikusa volt az Olaszországon kívüli médiában a The Economist brit hetilap, amelyet Berlusconi The Ecomunistnak nevez. A köztük zajló szócsata a Berlusconi által Rómában a lap ellen indított perről, és a lap által ellene közölt nyílt levelekről híresült el.
A The Economist azt írta, hogy a politikus miniszterelnökként a televíziók 90%-át birtokolta. Ebbe beleszámítják a közvetlen tulajdonlást és a miniszterelnöki befolyást (például a menedzsment kiválasztására).

### Médiabefolyásolás
Az amerikai Freedom House 2004-es Freedom of the Press 2004 Global Survey jelentésében Olaszország minősítését free-ről (szabad) partly free-re (részben szabad) rontotta, amelyet sokan Berlusconi kiterjedt befolyásához kötnek. A Freedom House ilyen minősítést csak Törökországnak adott abban az évben Olaszországon kívül. A Riporterek Határok Nélkül (RSF) ugyanabban az évben jelentésében elítélte az olasz médiaviszonyokat. Áprilisban a Nemzetközi Újságíró Szövetség osztotta a véleményt, és kritizálta a Ciampi elnök által 2003-ban megvétózott jogszabályt, amely a kritikusok szerint Berlusconi médiabirodalmának megvédését szolgálta volna.
A nemzeti televízióban (RAI) lévő befolyása nyilvánvalóvá vált, amikor Szófiában kritizálta Enzo Biagi és Michele Santoro újságírókat és Daniele Luttazzi komikust, azok pedig rövid időn belül elvesztették állásukat.
Amikor 2003 novemberében a Rai 3 Raiot – Armi di distrazione di massa c. szatirikus műsorban Sabina Guzzanti nyíltan kritizálta Berlusconi médiabirodalmát, a műsort cenzúrázták. A Mediaset beperelte a RAI-t, amiért Guzzanti 20 millió euró kártérítésért perelt műsorának, a RAI elnöke által, a baloldali (és elvileg egyensúlyozó tényezőt jelentő) Lucia Annunziata levétele okozta károkért. Guzzanti később producere lett a Michael Moore stílusában elkészített, az eset részleteit feldolgozó Viva Zapatero! dokumentumfilmnek.
A Mediaset deklarálta, hogy az állami televíziózás kritériumainak is meg kíván felelni, és egyenlő felületet biztosít minden politikai véleménynek (Par Condicio).
A három legjelentősebb napilap (La Repubblica, Il Corriere della Sera, La Stampa) függetlennek tűnik Berlusconitól. Ennek ellenére voltak, akik a Corriere vezetőjének, Ferruccio de Bortolinak a távozását a kormányzat médiabefolyásának növekedésével azonosították. Az FNSI (újságíró-szakszervezet) háromnapos szimpátiasztrájkot szervezett. Sokszor felmerül az is, hogy az elvileg független nyomtatott sajtó befolyása elmarad az elektronikus sajtó mögött, mert más európai országokhoz képest alacsony az eladásuk (Olaszországban 1000 személy 100 újságot vásárol, a skandináv országokban ez a szám 500).
2006 márciusában a Rai Tre csatornán Lucia Annunziata készített vele interjút, amikor egyszerűen elhagyta a stúdiót, mert vitába keveredett kormánya gazdasági teljesítményéről.

### Hatalmi harcok a médiában
Olaszországban az országgyűlés két házának elnökei együtt választják ki a RAI elnökét és elnökségi tagjait, ami politikai döntést predesztinál. A gyakorlatban mindig kevesebb hely jut az ellenzéknek. A hagyomány szerint az elnököt és két igazgatót adhat a kormányzó többség és kettőt az ellenzék. A parlamentben létezik egy médiaellenőrzéssel foglalkozó, ellenzéki elnökkel működő bizottság. Azonban Baldassarre tévéelnöksége idején a két ellenzéki és az UDC-s igazgató az állandó konfliktusok miatt, főként az állandó központi nyomásgyakorlás miatt lemondott. A médium a megmaradt két felsővezetővel folytatta működését, az ellenzés ezért az i giapponesi nevet adta nekik (a. m. a japánok – a második világháború vége után, arról tudomást nem szerezve, harcoló japán katonák miatt).
A baloldali koalíció sok kritikát kapott amiatt, hogy annak ellenére, hogy 2001 előtt évekig kormányozhattak, nem alkották meg az elvárt szigorú média-politika összeférhetetlenségi szabályokat. Az 1990-es évek elején Berlusconi médiabirodalma közel volt a csődhöz, mert egyre erősebb versenybe került a köztévével. Berlusconi ekkor egyfajta megegyezésre, kartellre törekedett a RAI társasággal, hogy a verseny visszafogása mellett alacsonyabb költségű, de jobb minőségű tartalmat szolgáltassanak a körülbelül 45-45%-on álló közönségüknek.

## Eljárások Berlusconi ellen
2013. június 24-én első fokon hét év börtönre ítélte Silvio Berlusconit a milánói bíróság, illetve örökre eltiltotta közhivatal viselésétől kiskorú prostitúcióra való kényszerítése és hivatali hatalommal való visszaélés vádjával az úgynevezett Ruby-perben.
Augusztus 1-jén adócsalás vádjával négy év börtönre ítélte a harmadfokú bíróság (Semmítőszék) az ún. Mediaset-perben, de kora miatt nem kellett börtönbe vonulnia. Ez volt az első jogerős ítélet Berlusconi ellen.

### Késleltetés
Kétségkívül rengeteg eljárás folyt ellene és cégei ellen, olyan vádakkal, mint hamis elszámolások készítése, adócsalás, korrupció. Több cégtársa és barátja már bűnösnek bizonyult különböző bíróságok előtt, például testvére Paolo 52 millió eurónyi kártérítést volt kénytelen fizetni egy korrupciós ügyben. Azonban még soha nem szabtak ki jogerős elmarasztaló ítéletet magára Berlusconira, többször csak trükkökkel, különböző rafináltan megalkotott törvényekkel tudta ezt elkerülni.